# L'ultimo volo (film 2009)
L'ultimo volo (Le dernier vol) è un film del 2009 diretto da Karim Dridi, basato sul romanzo Le dernier vol de Lancaster di Sylvain Estibal.

## Trama
1933, deserto del Sahara: il famoso pilota inglese Bill Lancaster è scomparso assieme al suo velivolo, nel tentativo di compiere una traversata da Londra a Città del Capo. La compagna Marie Vallières de Beaumont, anch'essa aviatrice e avventuriera, si reca nel luogo della scomparsa per ritrovarlo.
Costretta a fermare il suo mezzo nel Ténéré, nei pressi di un avamposto di meharisti francesi, tenta senza successo di coinvolgere il capitano Vincent Brosseau e il tenente Antoine Chauvet nella propria ricerca. Così la donna si unisce a una spedizione guidata da Chauvet ed effettuata nel pericoloso territorio dei Tuareg. Le difficoltà incontrate faranno nascere dei sentimenti reciproci tra il tenente e Marie.

## Produzione
Karim Dridi sviluppò il progetto a seguito della lettura del romanzo Le dernier vol de Lancaster del giornalista Sylvain Estibal.
Il regista aveva visitato il deserto del Sahara ed era interessato a dirigere L'ultimo volo perché sentiva che l'adattamento del soggetto non sarebbe stato caratterizzato dal genere epico-romantico.
Marion Cotillard accettò il ruolo di Marie dopo aver parlato con Dridi, che per tale personaggio si ispirò liberamente alla reale compagna di Lancaster, Chubbie Miller. Guillaume Canet dovette imparare la lingua tuareg per rendere credibile l'inserimento nella cultura berbera del tenente Chauvet.
Originariamente, le riprese sarebbero dovute iniziare in Niger, ma per ragioni di sicurezza il set venne trasferito a Merzouga, in Marocco. Come conseguenza, i Tuareg del posto non poterono più prendere parte al film e ne vennero chiamati altri dal Mali.

## Critica
La pellicola ricevette recensioni contrastanti: il principale motivo di elogio fu la fotografia di Antoine Monod, mentre non piacquero ad alcuni critici le somiglianze con Il tè nel deserto e Il paziente inglese.